# Sensō-ji
Sensō-ji (金龍山浅草寺 Kinryū-zan Sensō-ji?) este un templu budist, situat în Tokio, în cartierul Asakusa al sectorului special Taitō. Este cel mai vechi templu din Tokio. Inițial parte a școlii Tendai, după al doilea război mondial a căpătat independență. Zeitatea principală, cărei este dedicat templul, este  Avalokiteśvara (Kannon bosatsu), bodhisattva al compasiunii. Templul lui Kannon bosatsu de la Sensō-ji este cel mai  vizitat lăcaș spiritual din lume, numărul de vizitatori depășind 30 milioane persoane anual.

## Istoric
Potrivit legendelor, statuia lui Kannon a fost găsită în anul 628 de către doi pescari, frații Hinokuma Hamanari și Hinokuma Takenari, în râul Sumida. Hajino Nakamoto, bătrânul satului în care locuiau cei doi pescari, a recunoscut sanctitatea statuii și i-a consacrat propria casă astfel ca sătenii să se poată închina lui Kannon.
Templul Sensō-ji a fost fondat în 645 și este cel mai vechi templu din Tokyo. În primii ani ai shogunatului Tokugawa, Tokugawa Ieyasu a desemnat Sensō-ji drept templu tutelar al clanului Tokugawa.

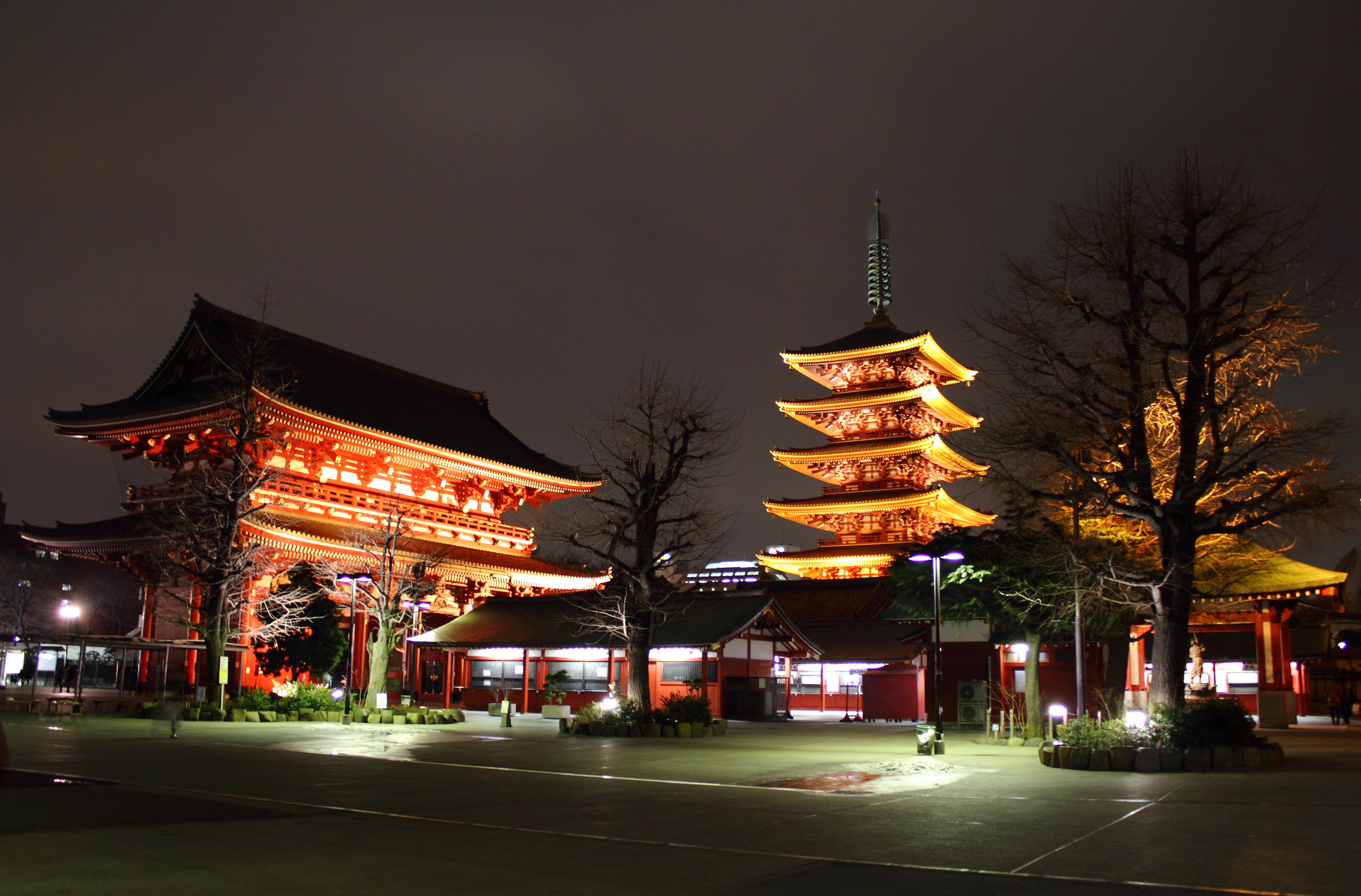
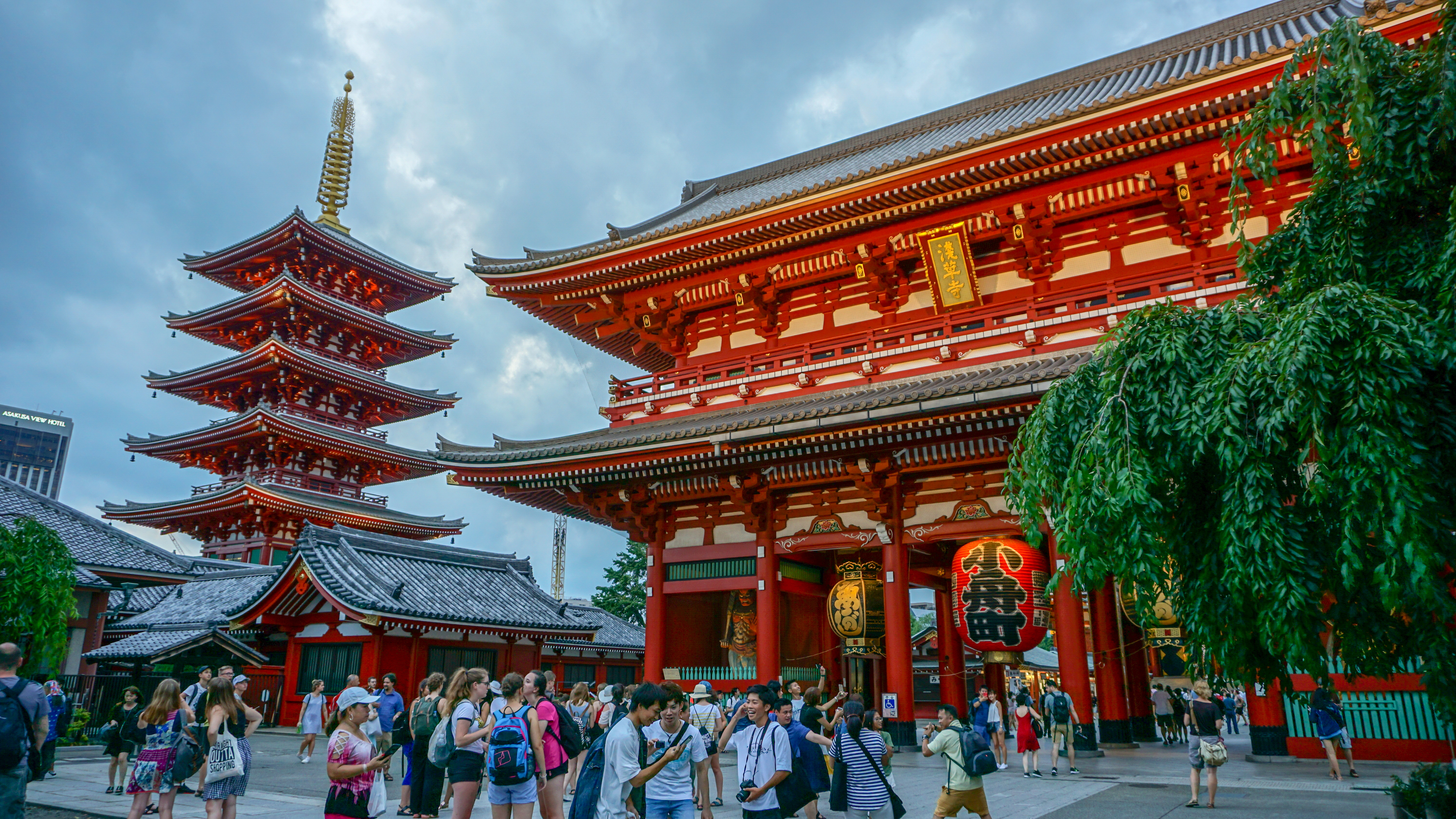
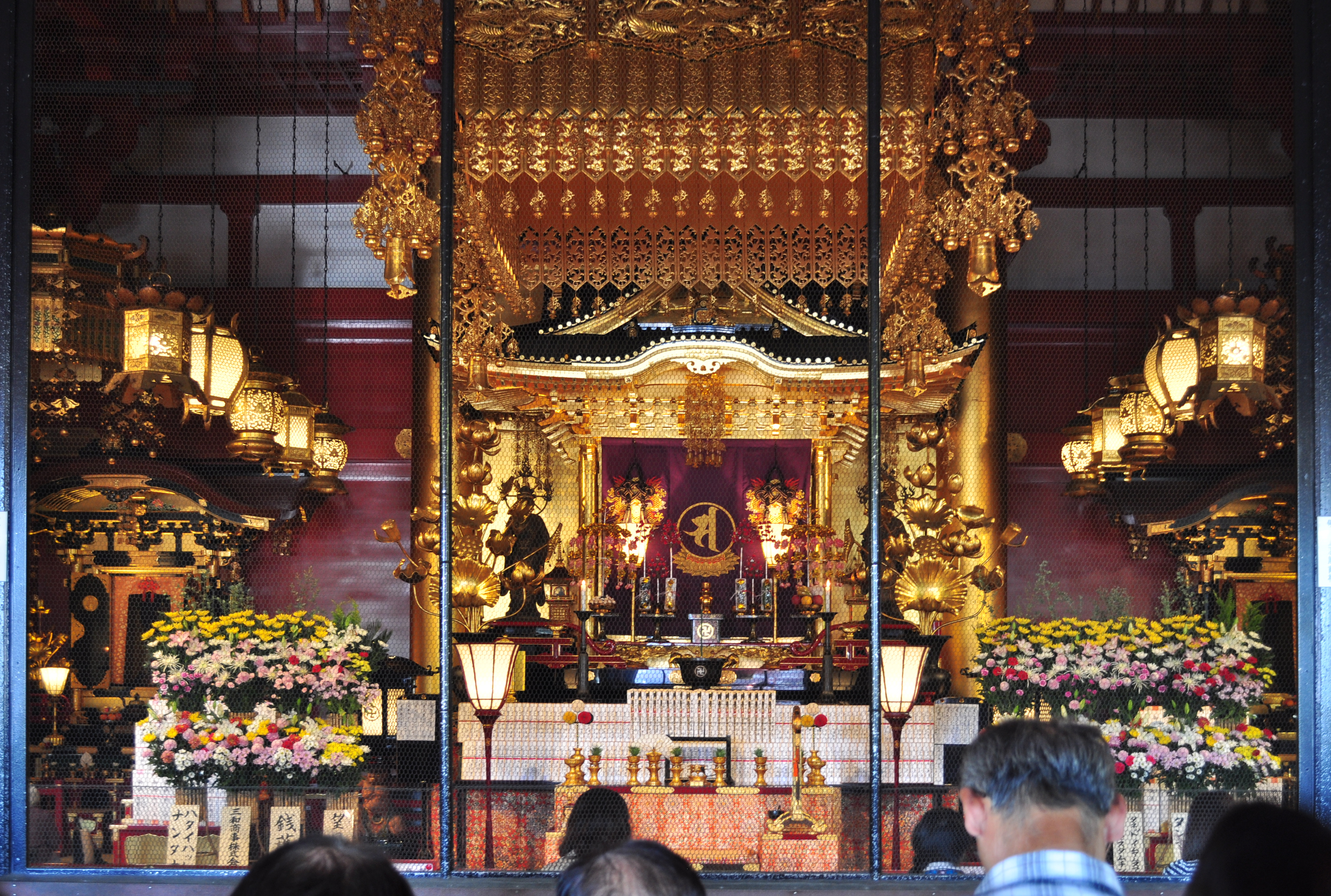
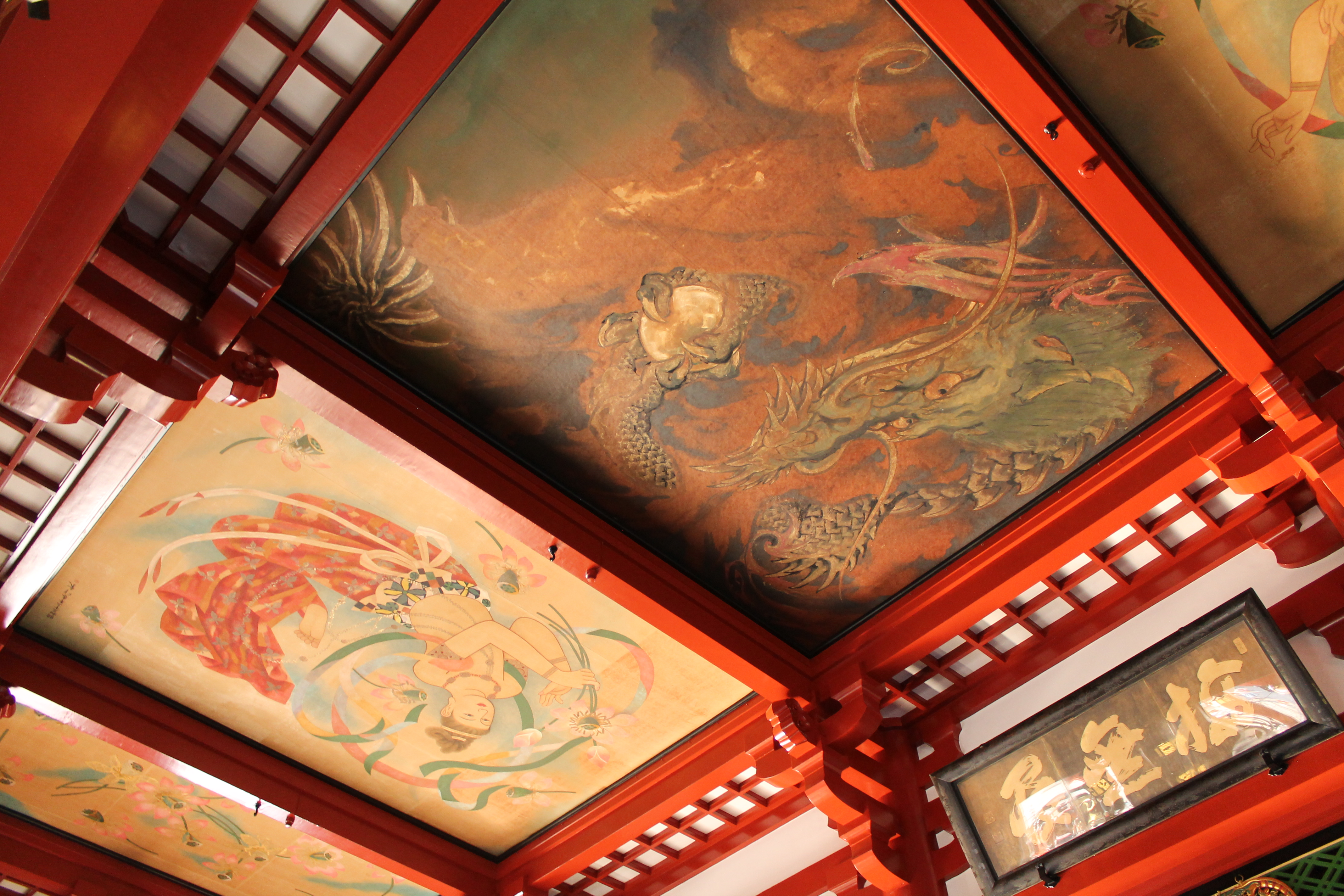
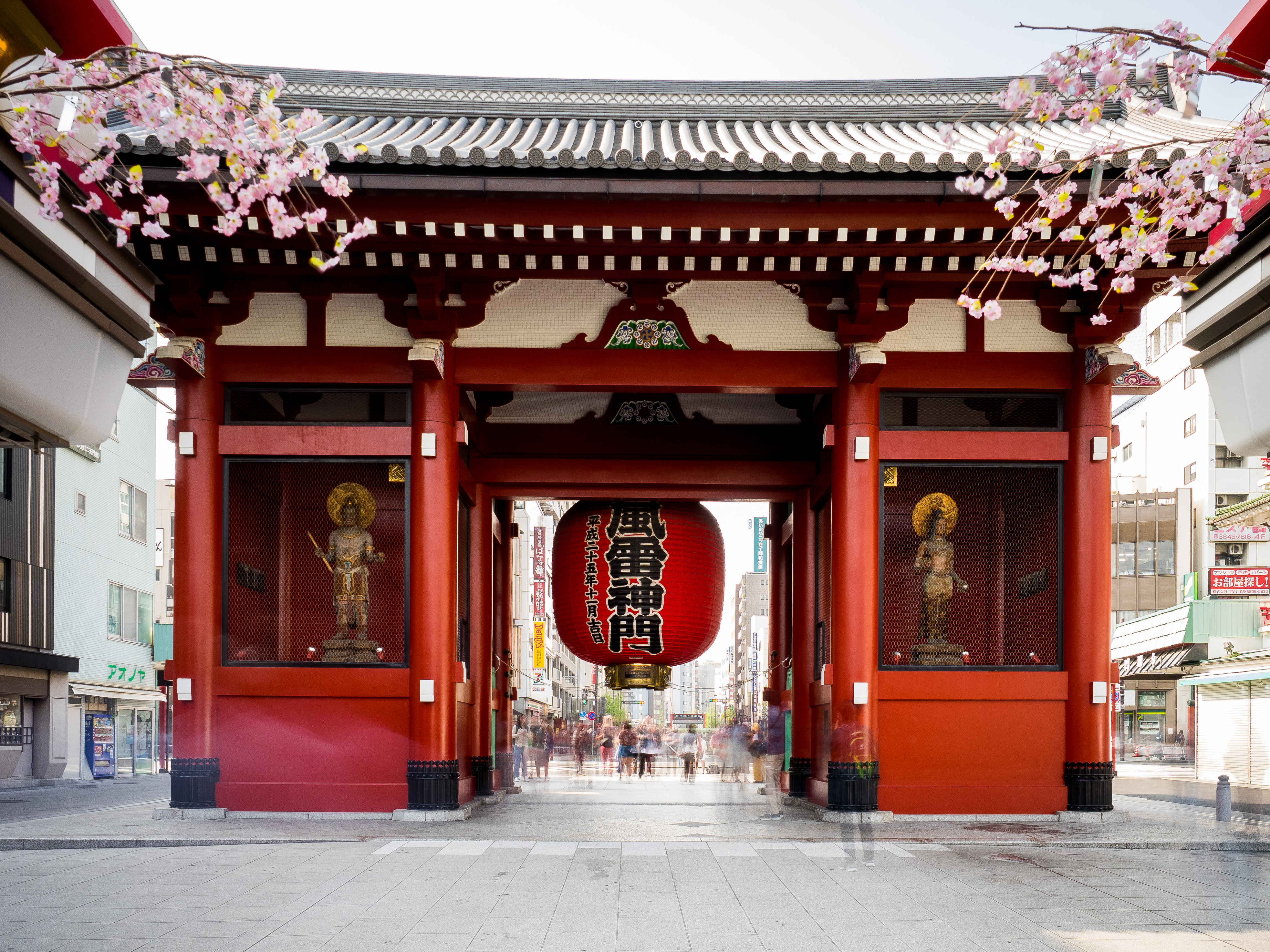
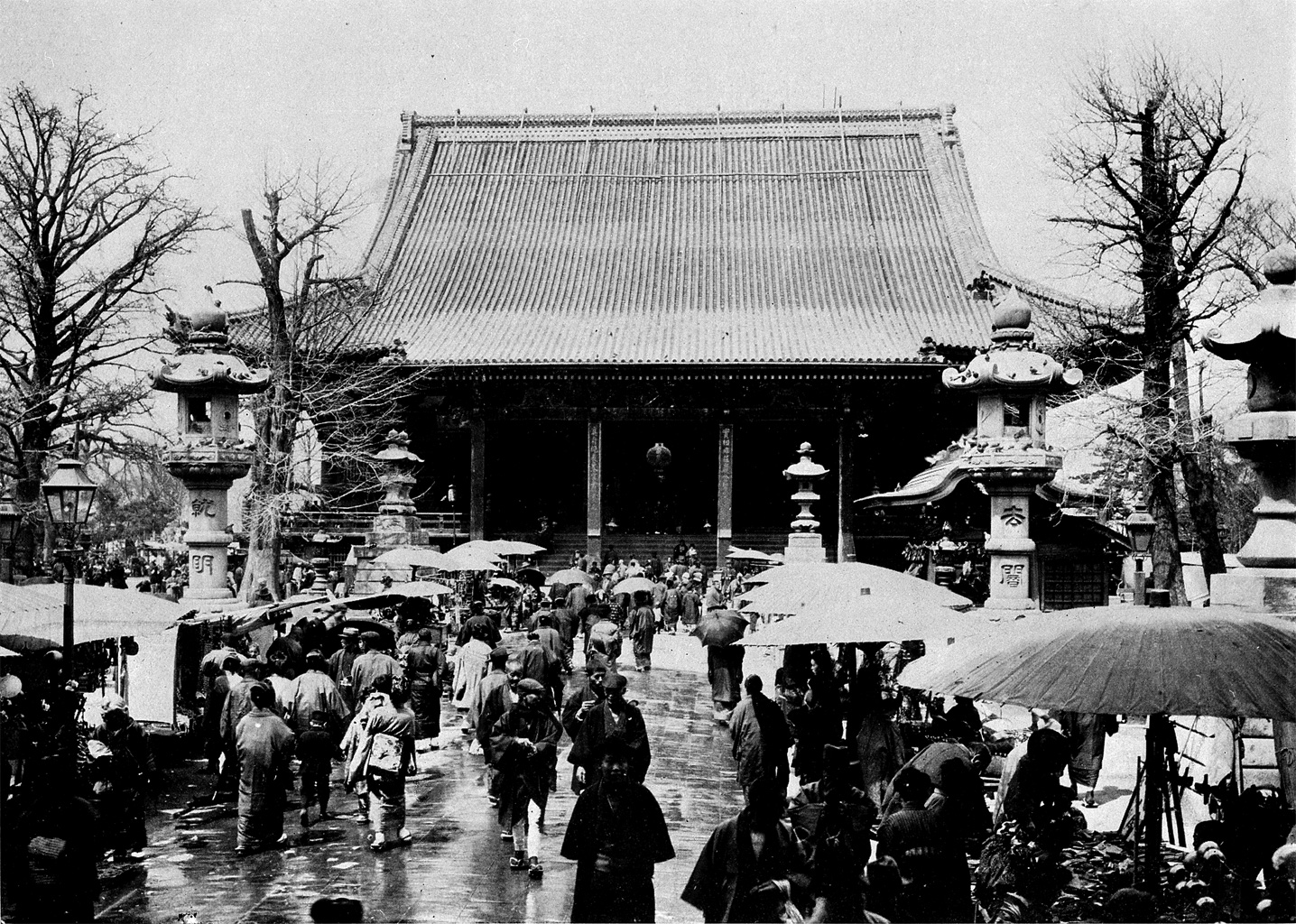
1910
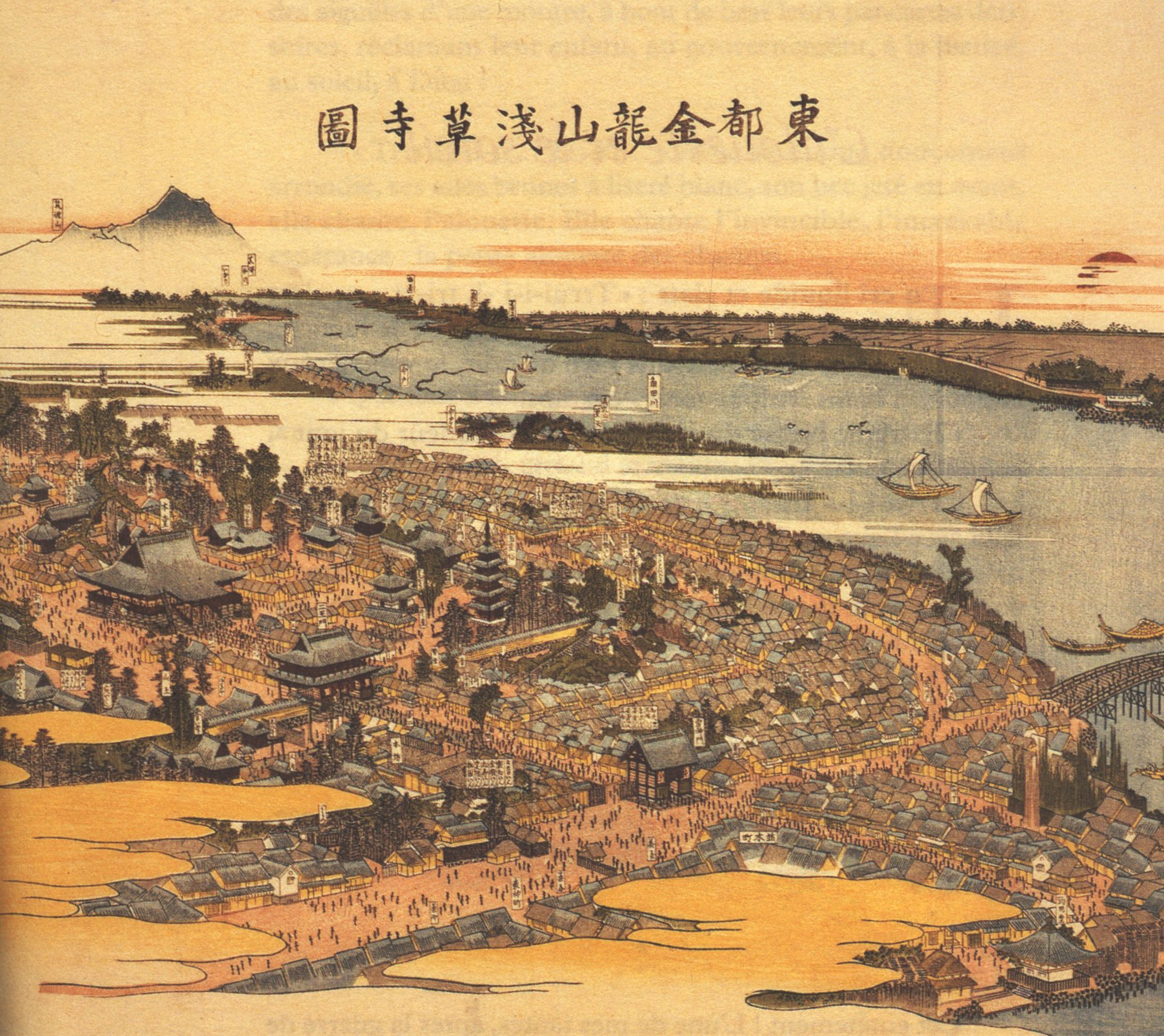
1820
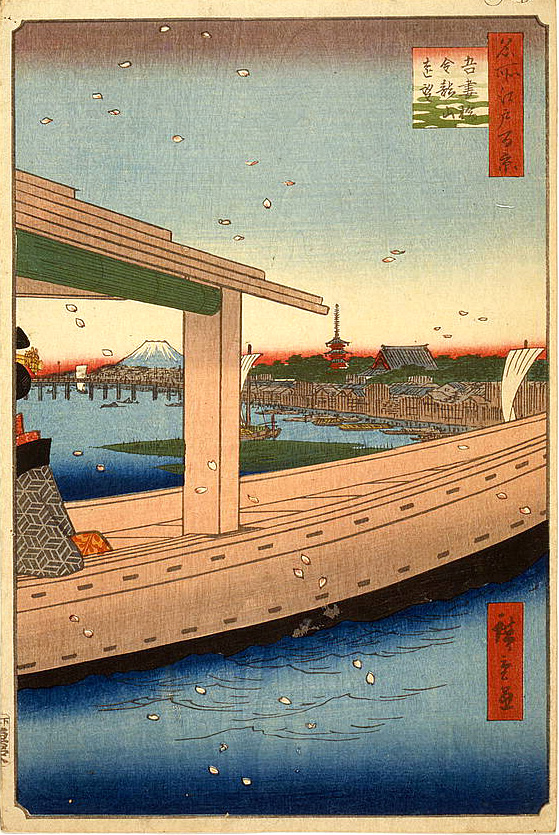
Hiroshige
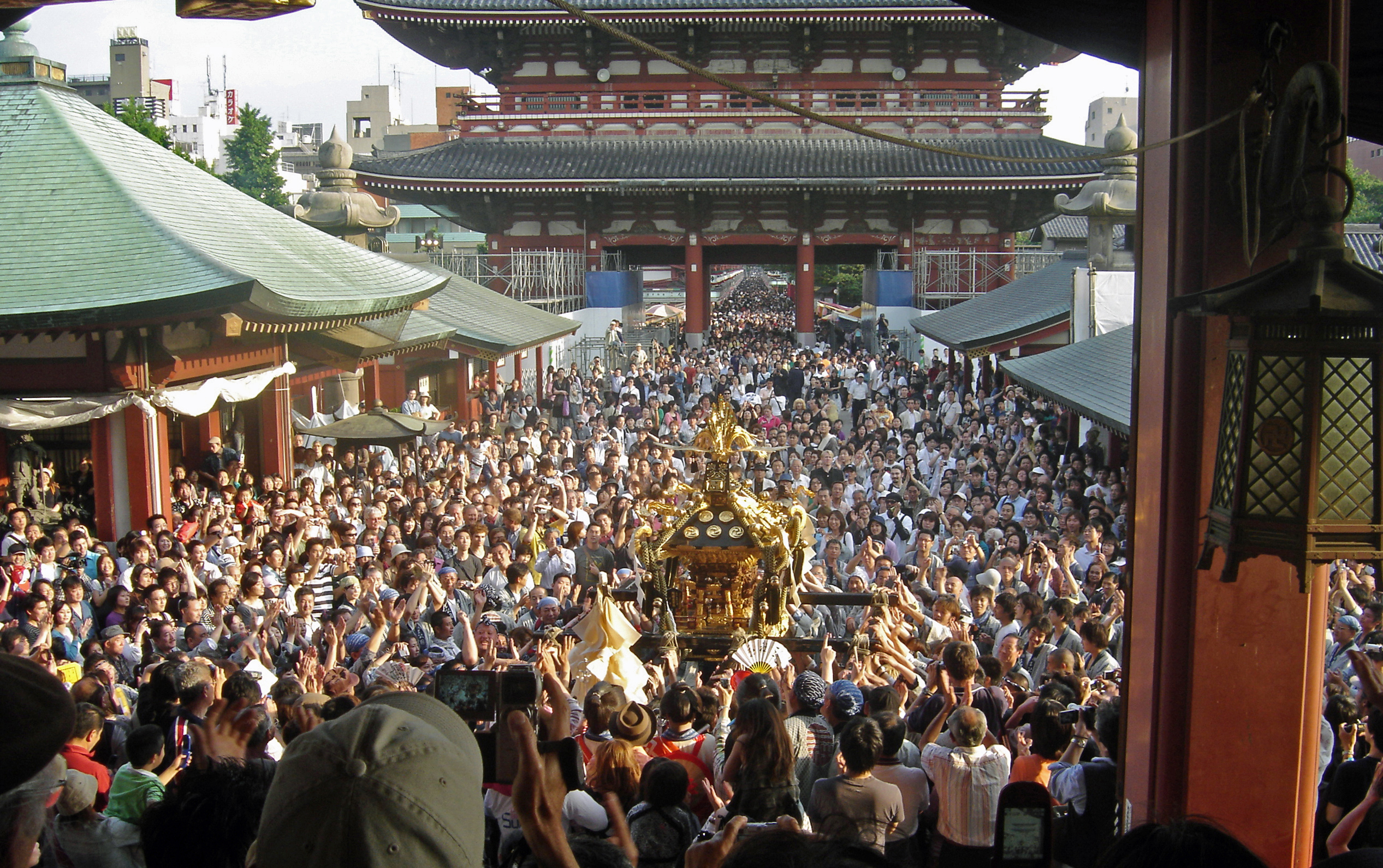
Sanja Matsuri